# Ivermektin
Ivermektin je širokospektrální antiparazitikum používané v humánní i veterinární medicíně proti parazitickým hlísticím a některým ektoparazitům, jako jsou vši nebo zákožky. Z chemického hlediska patří mezi makrocyklické laktony. V humánní medicíně je ivermektin lékem volby proti elefantiáze, říční slepotě a řadě gastrointestinálních parazitóz. Jedná se o jeden z nejpoužívanějších antiparazitárních přípravků pro masný skot a ovce.

## Mechanismus působení
Původně se věřilo, že ivermektin působí inhibici nervových impulsů u hlístic a hmyzu pouze uvolňováním γ-aminomáselné kyseliny, která se následně váže na její receptor komplexu chloridového kanálu postsynaptických neuronálních membrán. To způsobuje zvýšený průnik chloridových iontů, které silně polarizují tyto neuronální membrány, čímž snižují přenos nervových vzruchů. Novější teorie popisuje vztah mezi ivermektinem a glutamát-chloridovými kanály. Ivermektiny se vážou na glutamát-chloridové kanály na postsynaptických membránách v nervových a svalových buňkách a způsobují nadměrný přísun chloridových iontů, jež má za následek paralýzu a následnou smrt parazita. Tyto glutamát-chloridové receptory jsou pouze u hmyzu a hlístic. Ivermektiny proto působí selektivně jen na tyto dvě skupiny organismů.

## Historie objevu a jeho využívání
V roce 1970 japonský vědec Satoši Ómura izoloval a kultivoval nový druh bakterie (později pojmenovaný jako Streptomyces avermitilis) ze vzorků půdy odebraných z lesa poblíž golfového hřiště v Kawaně na jihovýchodním pobřeží ostrova Honšú. Tehdy neznámý vzorek gram-pozitivních bakterií (označen jako vzorek NRRL-8165) odeslal irskému vědci Williamu C. Campbellovi, jenž pracoval ve společnosti Merck & Co. v USA. Campbell si nejprve povšiml, že směsný extrakt z těchto vzorků vykazoval antiparazitární účinek vůči myším hlísticím Heligomosoides polygyrus. Skupina přírodních látek pocházejících z těchto bakterií byla pojmenována jako avermektiny. William Campbell s kolegy poté z původního extraktu izolovali 4 složky označované jako avermektin A1, A2, B1, a B2, přičemž avermektin B1 vykazoval v testech nejvyšší antiparazitární aktivitu. Chemickou modifikací avermectinu B1 byla vytvořena látka ivermektin, jež měla antiparazitání účinek proti hlísticím, hmyzu a roztočům. V roce 1978 Campbell testoval tuto látku s úspěchem na koních jako léčebný prostředek proti filárii Onchocerca cervicalis. Protože si uvědomoval, že tento parazit je příbuzný původci onchocerciázy (říční slepoty), začala firma Merck & Co. na jeho podnět zkoumat možnost použití ivermektinu i v humánní medicíně. Firma Merck & Co. ivermektin patentovala a v roce 1981 byl poprvé uveden na trh ivermektin pro zvířata. Během několika let se stal ivermektin jedním z nejpoužívanějších antiparazitik pro zvířata vůbec. V roce 1987 byl ivermektin schválen pro použití u lidí. O rok později firma Merck & Co. Inc začala distribuovat zdarma ivermektin (s původním označením Mectizan) do Afriky pro léčbu říční slepoty v postižených oblastech.
Protože říční slepotou trpí především obyvatelé velmi chudých zemí v rovníkové Africe, vedení firmy Merck se v roce 1987 rozhodlo věnovat ivermektin všem potřebným v této oblasti zdarma po neomezeně dlouhou dobu. Distribuce ivermektinu probíhala ve spolupráci s WHO. Aby nedocházelo ke kupčení s tímto lékem, byla zřízena speciální komise (Mectizan Expert Committee), dohlížející na jeho distribuci. Později se do této práce zapojilo též Carterovo středisko v Atlantě, které založilo pro potřeby tohoto programu zvláštní fond. Za prvních 16 roků (1987 až 2003) činnosti programu bylo ošetřeno přes 200 milionů osob ve 33 zemích. V důsledku toho bylo možno znovu osídlit a zemědělsky využívat přibližně 25 mil. hektarů velmi úrodné orné půdy, která byla pro zdravotní rizika dříve opuštěna a která je nyní opět schopna uživit přes 17 mil. lidí.
Případ ivermektinu se stal příkladem pro jiné farmaceutické koncerny k poskytování svých vybraných produktů zdarma nebo za velmi výhodných podmínek zemím třetího světa.
Satoši Ómura a William C. Campbell v roce 2015 získali Nobelovu cenu za objevy vedoucí k novým možnostem léčby parazitických onemocnění.

## Použití a indikace
Ivermektin patří mezi širokospektrá antiparizitika, neboť působí proti řadě hlístic, hmyzu a roztočům. Ivermektin se používá k léčbě parazitárních onemocnění lidí a zvířat, a to ve formě per orální (pasty, tablety), injekční nebo spot on (u zvířat). U lidí je asi nejznámější použití ivermektinu v léčbě říční slepoty či elefantiázy. Naopak není účinný proti motolicím a tasemnicím.

### Indikace u lidí
- filárie: Onchocerca volvulus a další druhy rodu Onchocerca, Loa loa, Wuchereria bancrofti, Brugia malayi, Brugia timori[4]
- tenkohlavci: Trichuris trichiura[4]
- škrkavky: Ascaris lumbricoides[4]
- měchovci: Necator americanus, Ancylostoma duodenale, Ancylostoma brasiliensis, Ancylostoma caninum[4]
- háďátka: Strongyloides stercoralis[4]
- vši: Pediculus capitis[4]
- roztoči: Sarcoptes scabiei[5]
- léčba růžovky (rosacea)[6][7]

Dle jedné studie by mohl být ivermektin použit v boji proti malárii v oblastech s vysokým endemickým výskytem. Ivermektin však nepůsobí proti samotnému původci malárie (Plasmodium), nýbrž proti přenašeči – komarům rodu Anopheles. Ivermektin je distribuován do krve člověka, kde může být přítomen i několik dní. Samičky komárů po napití krve člověka ihned hynou. Použití ivermektinu u lidí tak nechrání před samotnou malárii, hubí však její přenašeče. Tato metoda by mohla být použita cíleně v komunitách s vysokým výskytem malárie vedle běžného použití insekticidů. Účinnost vysokých dávek ivermektinu (300 a 600 μg/kg) byla klinicky testována u pacientů s malárií v Keni. Obě dávky byly pacienty dobře tolerovány a snížily výskyt komárů na alespoň 28 dní. Rovněž byl prokázán instekticidní účinek na komáry Aedes aegypti in vitro metodou.

### U zvířat
U zvířat je ivermektin dostupný pro celou řadu domácích ale i volně žijících zvířat. Používá se pro masný skot, ovce, koně, prasata, spárkatou zvěř a další druhy zvířat. Pro přežvýkavce je ivermektin dostupný ve formě injekční, perorální i spot on, existuje celá řada kombinací s jinými antiparazitiky. Pro koně existuje ivermektin jen ve formě perorální. Ivermektin je indikován při parazitózách způsobených škrkavkami, měchovci, filáriemi, tenkohlavci, trichostrongylidy, plicnivkami, strongylidy a dalšími hlísticemi. Terapeuticky se používá též proti vším, všenkám a larvám některých much a svrabu u skotu, ovcí a koní. Naopak nepůsobí nebo je málo účinný proti některým roztočům, blechám, a klíšťatům. Pouze v kombinaci s moxidektinem působí na klíšťata rodu Boophilus u skotu. U psů a koček je ivermektin také použitelný, nicméně na trhu jsou k dispozici novější příbuzné látky ze skupiny makrocyklických laktonů jako jsou selamektin či moxidektin. V ČR je pro malá zvířata dostupný pouze jako ušní gel pro kočky proti ušnímu svrabu (Otodectes cynotis).

### SARS-CoV-2 a jiné viry
Kromě antiparazitárních účinků ivermektinu byl popsán také jeho antivirový účinek. Mechanismem účinku je inhibice importu virových proteinů do jádra buňky (konkrétně interakce virového integrázového proteinu s α/β1 heterodimerem importinu IMP). Ivermektin má poměrně širokospektrální účinnost proti RNA-virům SIV, dengue (DENV 1-4), viru západonilské horečky, venezuelské encefalitidy koní a nebo viru chřipky.
Australští vědci zjistili, že ivermektin efektivně blokuje také SARS-CoV-2 v kultuře buněk Vero/hSLAM in vitro. U infikovaných buněk, ke kterým byl přidán ivermektin, se během 48 hodin snížil titr viru v supernatantu až o 99,98 %. Potenciální využití ivermektinu v terapii nemoci covid-19 u lidí však mírní jiní autoři. Poukazují na vysoké koncentrace ivermektinu použité ve výše zmíněné in vitro studii, kterých nelze dosáhnout dosud schválenou bezpečnou dávkou.
Výrobce ivermektinu, firma Merck, ve svém prohlášení ze 4. února 2021 uvedl, že její vědci velmi pečlivě studují veškeré zveřejněné studie o léčbě covidu-19 ivermektinem. Z údajů dostupných před tímto datem (4. únor 2021) nebylo možné vyvodit žádný vědecký základ pro možný terapeutický účinek proti covidu-19 z preklinických studií a neexistovaly žádné smysluplné důkazy o klinické aktivitě nebo klinické účinnosti u pacientů s onemocněním covid-19. Výrobce rovněž zmínil, že dosud nebylo dostatek dat o bezpečnosti přípravku u většiny publikovaných studií.
Koncem roku 2020 skupina FLCCC Alliance shromáždila data o účincích ivermektinu při léčbě pacientů s covidem-19, která shromáždila v průběhu roku 2020 z několika států po celém světě. Z těchto předběžně zveřejněných dat vyplývá, že ivermektin by mohl mít antivirové a protizánětlivé účinky, snižovat mortalitu pacientů i závažnost onemocnění a dalo by se jej využít i profylakticky. K užití ivermektinu při léčbě covidu-19 cituje americký Národní ústav zdraví (NIH) řadu odborných statí a podporuje další klinické testování. Zároveň však dokládá, že řada klinických studií má své omezení a to z důvodu odlišného designu, nízkého počtu sledovaných pacientů, nebo faktu, že některé studie nebyly dvojitě zaslepené. Úřad pro kontrolu potravin a léčiv (FDA) ve Spojených státech amerických vydal varování před preventivním používáním ivermerktinu v souvislosti s covidem-19 a dále varoval před používáním zvířecích preparátů pro lidi. V březnu 2021 vydal FDA pokyny, že by se ivermektin neměl používat k léčbě nebo prevenci COVID-19. Poté, co několik lidí po předávkování ivermektinem skončilo v nemocnici, vydal FDA varování, aby se lidé nepokoušeli tímto přípravkem léčit sami. Stanovisko Poradního sboru NIH je nadále neutrální a uvádí se v něm, že neexistuje dostatek dat pro nebo proti léčbě Covid-19 Ivermektinem.

### Stanovisko Evropské lékové agentury k léčbě covidu–19 ivermektinem
V březnu 2021 publikované dvojitě zaslepené klinické studii se 400 pacienty s mírnou formou covidu-19 nemělo perorální podávání ivermektinu po dobu 5 po sobě jdoucích dnů v dávce 300 μg/kg žádný signifikantní efekt na dobu zotavení ve srovnání s placebo skupinou. Podle Evropské lékové agentury probíhalo k březnu 2021 několik klinických studií s ivermektinem.
Dne 21. března 2021 oznámila Evropská léková agentura, že nedoporučuje při léčbě a prevenci covidu-19 ivermektin používat. Obdobná jsou dřívější stanoviska amerického Úřadu pro kontrolu potravin a léčiv (FDA) a výrobce ivermektinu. Zatím nejrozsáhlejší vědecká studie, prováděná v Brazílii pod dozorem  kanadské McMasterova univerzita ukázala nulové účinky ivermektinu na covid-19.

#### Ivermektin v Česku
V českých mediích byla zveřejněna vyjádření dvou lékařů ze Slovenska, kteří uvedli, že mají dobré zkušenosti s ivermektinem v terapii pacientů s covidem-19. O použití ivermektinu v boji proti covidu-19 v nemocnici u Svaté Anny v Brně referoval primář Michal Rezek. Český Státní ústav pro kontrolu léčiv uvedl, že „dosavadní poznání ukazuje na relativně dobrý bezpečnostní profil ivermektinu" a doporučil, aby pacienti, kteří dostanou v rámci léčby covidu-19 ivermektin, byli pod kontrolou lékaře. Dne 7. března premiér Babiš ve svém pořadu Čau lidi doporučoval ivermektin distribuovat praktickým lékařům. Ministr zdravotnictví Jan Blatný řekl, že ivermektin může být spojen s poškozením jater a ledvin a že je třeba ho jako jiné experimentální léky používat opatrně, není možné ho podávat všem. Prezident České lékařské komory Milan Kubek také zdůraznil, že možné nežádoucí účinky léku jsou nerozumný hazard (se zdravím pacientů) a poukázal na nutnost řádné klinické studie. Proti léku a nepřípustnému zasahování do léčby se stejný den postavil shrnující článek ve Zdravotnickém deníku. Fakultní nemocnice u svaté Anny v Brně v reakci na zmíněné výtky připravuje řádnou klinickou studii. K 31.8.2021 SUKL zrušil registraci bulharského přípravku HUVEMEC (3mg tbl ivermectine) a jeho distribuované zbytky byly v lékárnách na území ČR zlikvidovány. K 10/2022 je k dispozici Ivermectin Exeltis 3 mg tablety. 

## Kontraindikace, nežádoucí účinky a toxicita

### U lidí
Ivermektin nesmí být podán těhotným ženám. U kojících žen přestupuje ivermektin do mléka a smí být použit pouze po zvážení terapeutického prospěchu a rizika lékařem. Bezpečnost a účinnost ivermektinu nebyla ověřena u dětí s hmotností do 15 kg. Neměl by být užíván v případě přecitlivělosti na ivermektin či jinou složku léčiva. S opatrností a po zvážení lékařem by měl být užíván u pacientů s nemocemi jater, ledvin, HIV pozitivních a obecně u osob starších 65 let.
Nežádoucími účinky, které se mohou vyskytnout u lidí, jsou například nevolnost, závratě, svědění, vyrážka nebo průjem.

### U zvířat
U skotu, ovcí a koz se nesmí ivermektin podávat laktujícím zvířatům, jejichž mléko je určeno pro lidskou spotřebu. Pro ivermektin nebyly zjištěny maximální retenční limity (MRL) pro mléko. Z těchto důvodů je zakázáno jeho použití u veškerého mléčného dobytku. Naopak lze jej podávat u hospodářských zvířat chovaných na maso. Ochranná lhůta na maso je 35 dní.
U psů některých dlouholebých plemen existuje riziko mutace genu MDR1 pro P-glykoprotein, jež může způsobit zvýšenou citlivost na ivermektin a další léčiva ze skupiny makrocyklických laktonů. Pro tyto homozygotní mutantní jedince (MDR1 -/-) jsou všechny makrocyklické laktony neurotoxické a jejich podání je kontraindikováno. Nejčastěji se tato mutace vyskytuje u těchto plemen: krátkosrstá a dlouhosrstá kolie, sheltie, chrt, vipet, bílý švýcarský ovčák, border kolie a další příbuzná plemena. Existuje však možnost každého psa vyšetřit geneticky na přítomnost této mutace a majitel tak může vědět zda lze ivermektin a další ML podat.

### Toxicita
Akutní toxicita byla testována na myších, potkanech, králících, psech a opicích. LD50 pro myš činí 27 mg/kg. Maximální dávka schválená americkou FDA pro člověka je 200 µg/kg a den. Ve studii se 62 pacienty byla 10násobná denní dávka, tedy 2 mg/kg, dobře tolerována bez známek neurotoxicity. Ivermektin podaný s jídlem dosahuje vyšších koncentrací v krevní plasmě z důvodu lepší rozpustnosti v tucích.
U myší, potkanů a králíků byl pozorován teratogenní efekt. U psů nebyl teratogenní efekt potvrzen. Nebyl rovněž nikdy prokázán karcinogenní účinek. Ivermektin je toxický pro bezobratlé živočichy a vodní organismy.

#### Ekotoxicita
Zhruba 90 % ivermektinu, jenž je aplikováno zvířatům se může dostat na pastvinu do vnějšího prostředí skrze výkaly odčervovaných pastevních zvířat (skot, ovce, koně). Dle studie organizované FDA se ivermektin váže silně na půdu, kde dochází k jeho degradaci a nemá tak významnější vliv na hmyz, žížaly, rostliny či ptáky. Naproti tomu existuje řada studií prokazující negativní vliv ivermektinu na koprofágní hmyz a rostliny.

## Rezistence
Rezistence vůči ivermektinu byla zaznamenána u řady parazitů domácích zvířat. Nejrozšířenější je rezistence na ivermektin u hlístic trávicího traktu ovcí a koz. Po celém světě byly zaznamenány populace hlístic, parazitů trávicího traktu, rezistentní vůči ivermektinu. Velkým problémem je rovněž u koní a v menším měřítku se vyskytuje u parazitů skotu. Navíc krom hlístic byla rezistence na ivermektin prokázána u parazitujícího hmyzu a roztočů. Ve srovnání s problémem rezistence u ovcí a koní je výskyt rezistence vůči ivermektinu u lidských parazitů relativně malý. Nicméně existují již důkazy o jeho nižší účinnosti v terapii onchocerkózy v několika zemích Afriky.